# Gunnar Hallgren (agronom)
Ernst Gunnar Hallgren, född 8 juni 1907 i Knislinge församling, Kristianstads län, död 16 maj 1980, var en svensk agronom. 
Hallgren avlade agronomexamen vid Lantbrukshögskolan 1938 och blev agronomie licentiat 1943. Han var assistent vid Lantbrukshögskolan 1939–1944, agronom vid Vattenfallsstyrelsen 1944–1947, blev agronomie doktor 1947, docent 1948 och var professor i lantbrukets hydroteknik vid Lantbrukshögskolan 1950–1973. Han författade skrifter i marklära, hydrologi, agrometeorologi och hydroteknik och var redaktör för facktidskriften Grundförbättring.